# Andreas Stiborius
Andreas Stiborius, em alemão:  Andreas Stöberl, (Pleiskirchen, Altötting, na Baviera, c. 1464 — Viena, 3 de setembro de 1515), mais conhecido pelo seu nome em latim Andreas Stiborius, foi um astrónomo, matemático e teólogo austríaco que trabalhou principalmente na Universidade de Viena.
Sobre a reforma do calendário, durante o Quinto Concílio de Latrão, o Papa Leão X solicitou em outubro de 1514 aos vários governantes europeus que enviassem as propostas sobre a reforma do calendário dos seus cientistas. O imperador Maximiliano I entregou esta tarefa a Andreas Stiborius e Georg Tannstetter da Universidade de Viena que foi publicada em Viena em 1515: Super requisitione sanctissimi Leonis Papae X. et divi Maximiliani Imp. p.f. Aug. De Romani Calendarii correctione Consilium in Florentissimo studio Viennensi Anustriae conscriptum et aeditum.